# Arc the Lad
Arc the Lad (アークザラッド, Ākuzaraddo) é um anime baseado em uma série de RPGs para PlayStation. No mundo descrito pelo anime, a humanidade era protegida do mal por espíritos guardiões dos elementos e vivia em harmonia com eles. Mesmo assim, com o passar dos anos, ela deixa de ouvi-los e passa a seguir a sua própria vontade e destino. No presente, o mal volta a influir sobre a humanidade e o único capaz de ouvir a voz dos antigos espíritos e salvar os humanos é o guerreiro conhecido como Arc.

## História
A história começa em uma pequena vila, onde vive uma humilde tribo que cultua ao Espírito do Fogo. Os homens desta tribo possuem um poder sobrenatural, que é concedido pelo Espírito do Fogo abençoando a vila, por serem pessoas honrosas, leais e generosas, e, periodicamente, eles fortalecem seus poderes realizando uma "festa" diante da estátua do Espírito do Fogo, que lhes proporciona uma habilidade de criar e controlar chamas, que é manifestada pelo líder da vila.
O filho do líder, Elk, uma criança pequena e cheia de esperança, ao ver seu pai manifestar aquele poder incrível, fica entusiasmado e diz que quer se tornar tão forte quanto seu pai.
Infortunadamente, em uma noite tenebrosa, o exército de Seirya invade a vila com o objetivo de roubar a estátua do Espírito do Fogo, matando todos que se colocassem em seu caminho. Não obstante, o pai de Elk e todos os homens da vila se colocam diante da estátua, tentando protegê-la do exército. Infelizmente não foi o suficiente, os soldados de Seirya se posicionam para atirar e Elk passa diante dos tiros tentando impedir aquele fato, mas é tarde demais, todos estão mortos, incluindo o pai e o avô de Elk. Furioso, Elk grita com os soldados e invoca o poder das chamas, exterminando parte deles, e tenta invocar novamente para aniquilar os líderes, porém, está muito enfraquecido por ter usado tanto poder, e é infelizmente levado pelos soldados a pedido de um cientista que estava com os soldados. A estátua então é roubada pela aeronave Silver Noah, representante da família real de Seirya.
Elk é levado a um lugar chamado White House, onde as crianças com poderes sobrenaturais são submetidas à experiências cruéis, antes de serem transformadas em Chimeras, um tipo de demi-humano controlado por Galarno, um dos Quatro Generais. Dentro deste lugar, Elk conhece duas outras crianças, Ginnie, que se torna seu melhor amigo, e Mariel, que vem a ser a amada de Elk.
As experiências continuam e os três começam a tentar bolar um plano de escape através dos dutos de ventilação. Na tentativa de escapar, esse plano é colocado em prática e eles conseguem chegar aos dutos de ventilação, porém o lugar é alto e inalcançável. Ginnie os ajuda a subir, ficando ele por baixo e não podendo mais subir, Ginnie diz para que os dois escapem e ele se entrega aos cientistas novamente para que Elk e Mariel pudessem escapar. Com sucesso, os dois conseguem chegar ao bosque da White House, mas os cientistas disparam alerta, para que os soldados vasculhassem o bosque atrás dos dois fugitivos. Elk e Mariel continuam fugindo e esta tropeça, dizendo que não consegue mais prosseguir. Elk então diz que não a deixará ali, mas ela insiste que ele vá não se preocupe com ela. Ele então promete que voltará para buscar os dois amigos.
Elk foge e chega a um deserto, porém, exausto e sem direção, acaba desmaiando, ao passo que é salvo por Shu, um mercenário muito respeitado na cidade onde vive. Shu cuida de Elk, e este então se torna um mercenário também, na tentativa de encontrar White House e Arc, dono da Silver Noah e procurado pelo governo por assassinato da família real de Seirya, por a acreditar que Arc foi o responsável pela destruição de sua vila.
Em uma de suas missões, Elk encontra uma garota que possui um lobo-monstro como guardião, que estava se escondendo de alguém. Ainda assim, Elk a ignora e continua perseguindo o alvo, que, encurralado, não vê outra opção senão lutar contra Elk. O bandido invoca vários morcegos contra Elk, que recebe uma magia de cura por alguém atrás dele. A garota que ele encontrou durante a perseguição, também possui poderes de cura e habilidade de falar com monstros e se dispõe a ajudá-lo nesta batalha com seus poderes e seu lobo-monstro chamado Paundit.
Vencendo a batalha, o bandido desiste e grita: "Não… não… eles vão me matar.... eu falhei… os Kabal vão me matar.....", de repente, ouve-se um tiro, e o bandido morre. Homens de terno chegam armados ao local e ordenam à garota que se entregue. Paundit fica em modo de ataque e Elk se lembra de Mariel, e não quer deixar que aquela garota seja levada por aqueles homens.
A garota resolve se entregar e diz a Elk que não se preocupe, então no momento de guarda baixa dos homens de terno, Paundit desfere um ataque juntamente com Elk, para afugentá-los enquanto Elk foge com a garota. Durante a fuga, um dos homens dispara um tiro, que atinge a garota. Eles fogem para o apartamento de Shu, que os deixa passar a noite e os avisa sobre um médico que mora na cidade e pode curar a garota. Elk descobre que a garota se chama Lieza e diz para que ela descanse. Shu sai do apartamento dizendo que tem coisas a resolver, e Elk procura o médico.
Depois de curada, Elk percebe que há algo estranho com aqueles homens de terno que os atacaram, e decide investigar. Lieza então diz que quer ajudá-lo e os três, Elk, Lieza e Paundit começam uma jornada buscando a verdade sobre aqueles homens.
Assim começa a grande jornada.

## Episódios
| #       | Português | Outras línguas                     | Original em Japonês | Data |
| ------- | --------- | ---------------------------------- | ------------------- | ---- |
| 01      |           | The Boy With a Flame               |                     |      |
| Resumo: |           |                                    |                     |      |
| 02      |           | Beginning of the Destiny           |                     |      |
| Resumo: |           |                                    |                     |      |
| 03      |           | Feeling in the Rain                |                     |      |
| Resumo: |           |                                    |                     |      |
| 04      |           | Pale Goddess                       |                     |      |
| Resumo: |           |                                    |                     |      |
| 05      |           | The Criminals                      |                     |      |
| Resumo: |           |                                    |                     |      |
| 06      |           | Beyond the Sound of Waves          |                     |      |
| Resumo: |           |                                    |                     |      |
| 07      |           | Ancient Guardian                   |                     |      |
| Resumo: |           |                                    |                     |      |
| 08      |           | Runaway                            |                     |      |
| Resumo: |           |                                    |                     |      |
| 09      |           | Friend Who Was Left Behind         |                     |      |
| Resumo: |           |                                    |                     |      |
| 10      |           | The Crusade With No Name           |                     |      |
| Resumo: |           |                                    |                     |      |
| 11      |           | Lonely Brave Man                   |                     |      |
| Resumo: |           |                                    |                     |      |
| 12      |           | White House                        |                     |      |
| Resumo: |           |                                    |                     |      |
| 13      |           | Smiling Holy Mother                |                     |      |
| Resumo: |           |                                    |                     |      |
| 14      |           | Shrine Maiden of the Spirit        |                     |      |
| Resumo: |           |                                    |                     |      |
| 15      |           | Blaze has Stood                    |                     |      |
| Resumo: |           |                                    |                     |      |
| 16      |           | Reconquer                          |                     |      |
| Resumo: |           |                                    |                     |      |
| 17      |           | Scarlet Castle                     |                     |      |
| Resumo: |           |                                    |                     |      |
| 18      |           | Chimera Tower                      |                     |      |
| Resumo: |           |                                    |                     |      |
| 19      |           | Confrontation of Two Great Men     |                     |      |
| Resumo: |           |                                    |                     |      |
| 20      |           | Meet Again with JP who has a boner |                     |      |
| Resumo: |           |                                    |                     |      |
| 21      |           | The Place Where the Truth Is       |                     |      |
| Resumo: |           |                                    |                     |      |
| 22      |           | Hiding in the Shadows              |                     |      |
| Resumo: |           |                                    |                     |      |
| 23      |           | Frozen Eyes                        |                     |      |
| Resumo: |           |                                    |                     |      |
| 24      |           | Quickening of the Darkness         |                     |      |
| Resumo: |           |                                    |                     |      |
| 25      |           | Holy Ark                           |                     |      |
| Resumo: |           |                                    |                     |      |
| 26      |           | Shining Boy                        |                     |      |
| Resumo: |           |                                    |                     |      |

## Vozes
| Personagem | Inglês            | Japonês          | Português Brasil |
| ---------- | ----------------- | ---------------- | ---------------- |
| Elk        | Joshua Seth       | Daisuke Namikawa |                  |
| Arc        | Steve Cannon      | Hiro Yuuki       |                  |
| Lieza      | Dorothy Melendrez | Yui Horie        |                  |
| Shu        | Dave Mallow       | Shuichi Ikeda    |                  |
| Shante     | Melissa Charles   | Rika Sugimura    |                  |
| Kukuru     | Wendee Lee        | Yūko Mizutani    |                  |
| Gallarno   | Anthony Mozdy     | Hiroshi Iwasaki  |                  |
| Clive      | Ethan Murray      | Nobuo Tobita     |                  |
| Tosh       | Sparky Thornton   | Nobuyuki Hiyama  |                  |
| Chongara   | Abe Lasser        | Shinpaki Tsuji   |                  |
| Gogen      | Richard Barnes    | Hiroshi Naka     |                  |
| Poco       | Mona Marshall     | Wasabi Mizuta    |                  |

## Música[1]
Tema de abertura
- "Arc the Lad ~Main Theme~" by Masahiro Andou

Tema de encerrament
- "Happy Tomorrow" by NiNa (episódios 01-12, 26)
- "Rest in Peace" by NiNa (episódios 13-26)